# JR貨物ZD18D形コンテナ
JR貨物ZD18D形コンテナ（JRかもつZD18Dがたコンテナ）は、日本貨物鉄道（JR貨物）が保有する12ftコンテナである。2001年（平成13年）から、18D形コンテナを改造され作成されている。

## 構造
両側扉二方開きで、元の19D形と寸法は同一。死重積載専用で、機関車の性能確認用などに使用される。元の18D形の番号の先頭にZDと記入された以外変化ない。

## 現状
老朽化とアスベスト含有のため2018年（平成30年）に全廃した。